# Neochrysocharis hyphantriae
Neochrysocharis hyphantriae is een vliesvleugelig insect uit de familie Eulophidae. De wetenschappelijke naam is voor het eerst geldig gepubliceerd in 1978 door Yoshimoto.